# Kingsnorth
Kingsnorth är en ort och civil parish i grevskapet Kent i sydöstra England. Orten ligger i distriktet Ashford, direkt söder om Ashford. Tätorten (built-up area) hade 432 invånare vid folkräkningen år 2021.